# Capatárida
Capatárida és una població veneçolana capital del municipi Buchivacoa de l'estat Falcón. L'any 2011 la seva població era de 8.052 persones.

## Història

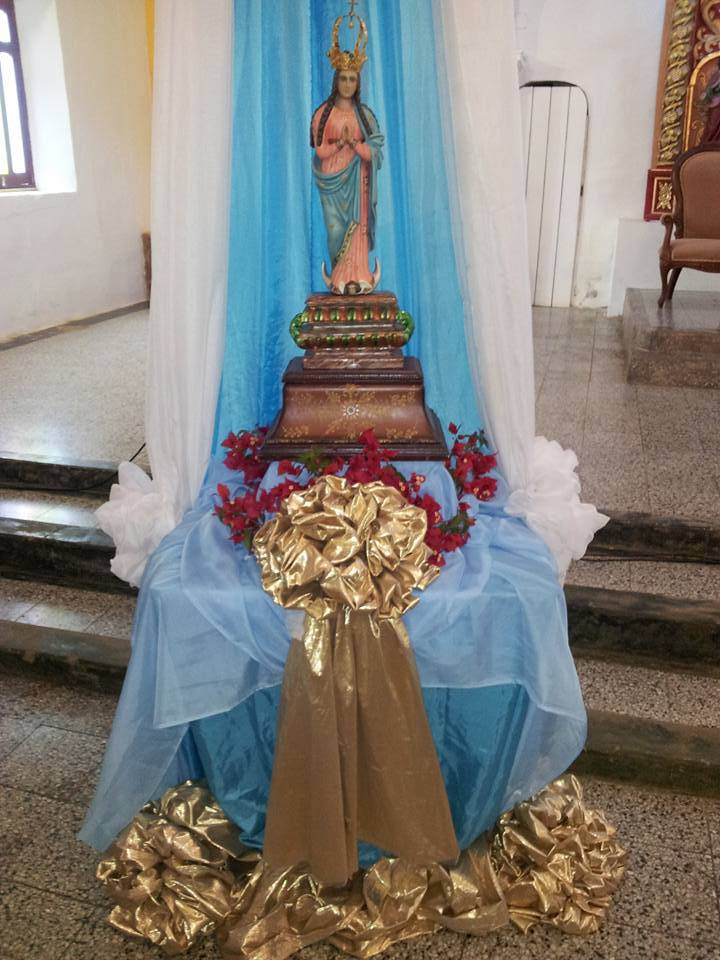
Mare de Déu Immaculada Concepció, patrona de Capatárida

Capatárida va ser un antic assentament d'indis caquetíos. El 1664 sorgeix com a "poble de doctrina". Segons les cròniques Índies, el 1525, dos anys abans de la fundació de Coro, Juan d'Ampíes va visitar aquest llogaret a la seva primera expedició a terra ferma. Va ser declarada per Reial Cèdula poble d'indis lliures aliats i exempts de pagar tributs. Els anys de la colònia va pertànyer al curat independent del Vicariat de la Ciutat de Coro. Durant els anys 1882-1890 va ser capital de l'estat Falcón-Zulia, període en què va tenir una gran activitat industrial i comercial.
En aquesta població està situat el Camp Buchivacoa on el 1862 es va lliurar la batalla decisiva de la Federació. A Capatárida també va pernoctar el 1826 el militar Simón Bolívar. A 4 km d'aquesta població es troba "Poble Vell de Capatárida", lloc considerat pels historiadors com el poble caquetío més antic de Falcón. Alguns afirmen que allà va néixer el cacic Manaure.

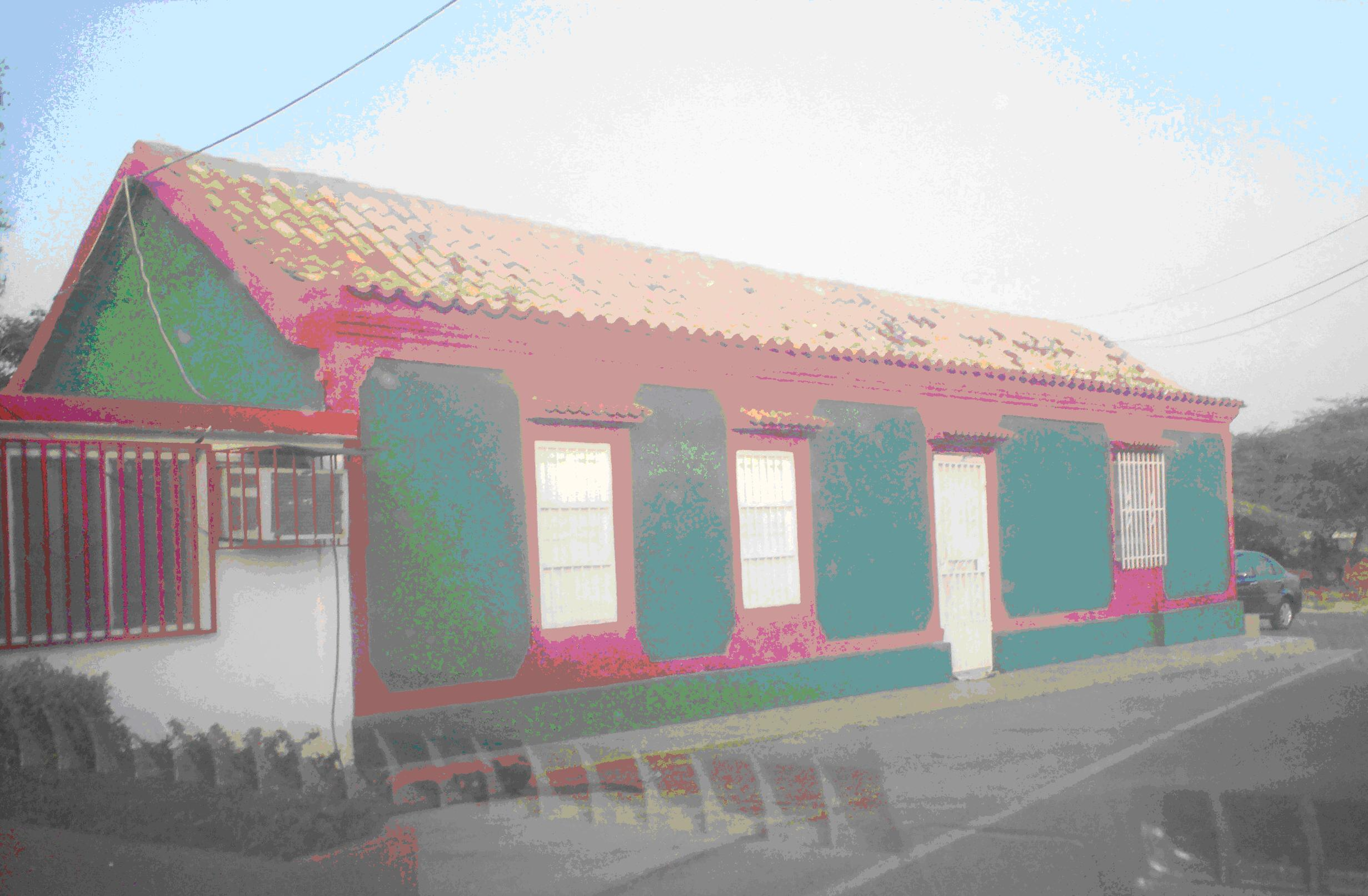
Casa colonial a Capatárida.

## Economia
Capatárida basa la seva economia fonamentalment en la cria de bestiar boví i caprí, l
que complementa amb l'activitat pesquera i el teixit d'hamaques i chinchorros. Al nord de Capatárida es troben Port Gutiérrez i la Badia de Miramar, amb una àrea d'influència de 20 km de costa. Aquesta és una de les platges més visitades de l'estat; ocupa una plana àrida-costera, el color de les seves aigües varia del verd al blau i constitueix un atractiu recreatiu d'excel·lència.
Els Carnestoltes Turístics són un dels principals atractius del poble, en aquest hi participen l'Alcaldia del Municipi, els organismes de salut, i tots els centres educatius (no només de Capatárida sinó també de totes les parròquies del Municipi Buchivacoa).
També gaudeixen de les fires patronals en honor de la Mare de Déu Inmaculada, la Fira del Pessebre, i La Crema de Judes.

## Educació
La població de Capatárida, té com a centres educatius: C.I.I.S "Leonidas Bermudez", Escola Primària "Leonidas Bermudez", Liceu Nacional "Esther de Añez"
En l'àmbit de l'educació superior, les universitats i missions que fan vida són la Universidad Nacional Abierta (UNA), Universitat Nacional Experimental "Francisco de Miranda" (UNEFM), Universidad Bolivariana de Venezuela (UBV), Missió Sucre.

## Creences religioses
La major part de la població és cristiana catòlica, poble creient que s'aboca a les celebracions realitzades a l'Església Immaculada Concepció. La patrona de Capatárida és la Mare de Déu de la Immaculada Concepció.